# Lesotho Fatse La Bontata Rona
Lesotho Fatse La Bontata Rona é o hino nacional do Lesoto. A letra foi escrita por François Coillard, um missionário francês, e a música composta por Ferdinand-Samuel Laur. Ela tem sido usada como o hino nacional desde 1967.

## Letra oficial
LESŌTHŌ FATŠE LA BO NTAT'A RŌNA
Lesōthō fatše la bo ntat'a rōna;
Ha ra mafatše le letle ke lona;
Ke moo re hlahileng,
ke moo re hōlileng,
Rea lerata,
Mōlimō ak'u bōlōke Lesōthō;
U felise lintoa le matšoenyeho;
Oho fatše lena;
La bo ntata rōna;
Le be le khotso.